# Simone Kirschbaum
Simone Kirschbaum (* 8. April 1974 in Göppingen) ist eine deutsche Politikerin (SPD). Seit 2024 ist sie Mitglied des Landtags von Baden-Württemberg.

## Leben
Kirschbaum legte 1991 an der Realschule in Rechberghausen die Mittlere Reife ab. Von 1993 bis 1996 absolvierte sie eine Ausbildung zur Jugend- und Heimerzieherin an der Katholischen Fachschule für Sozialpädagogik in Stuttgart. Von 1996 bis 1999 war sie Gruppenerzieherin in der Diakonie Stetten in Stetten im Remstal. Von 1999 bis 2002 absolvierte sie eine Ausbildung zur Hebamme am Diakonissenkrankenhaus Karlsruhe-Rüppurr. Seit 2002 ist sie als Hebamme tätig. Zudem ist sie Trauerbegleiterin.
Kirschbaum ist evangelisch, verheiratet und hat zwei Kinder. Sie lebt in Backnang.

## Politik
Kirschbaum ist seit 2017 Mitglied der SPD. Seit 2019 ist sie Mitglied des Gemeinderats von Backnang.
Bei der Landtagswahl in Baden-Württemberg 2021 kandidierte Kirschbaum als Ersatzkandidatin von Gernot Gruber im Landtagswahlkreis Backnang. Sie rückte am 1. Oktober 2024 für Gruber nach dessen Mandatsverzicht in den Landtag nach.